# Stefan Schmidt (Archäologe)

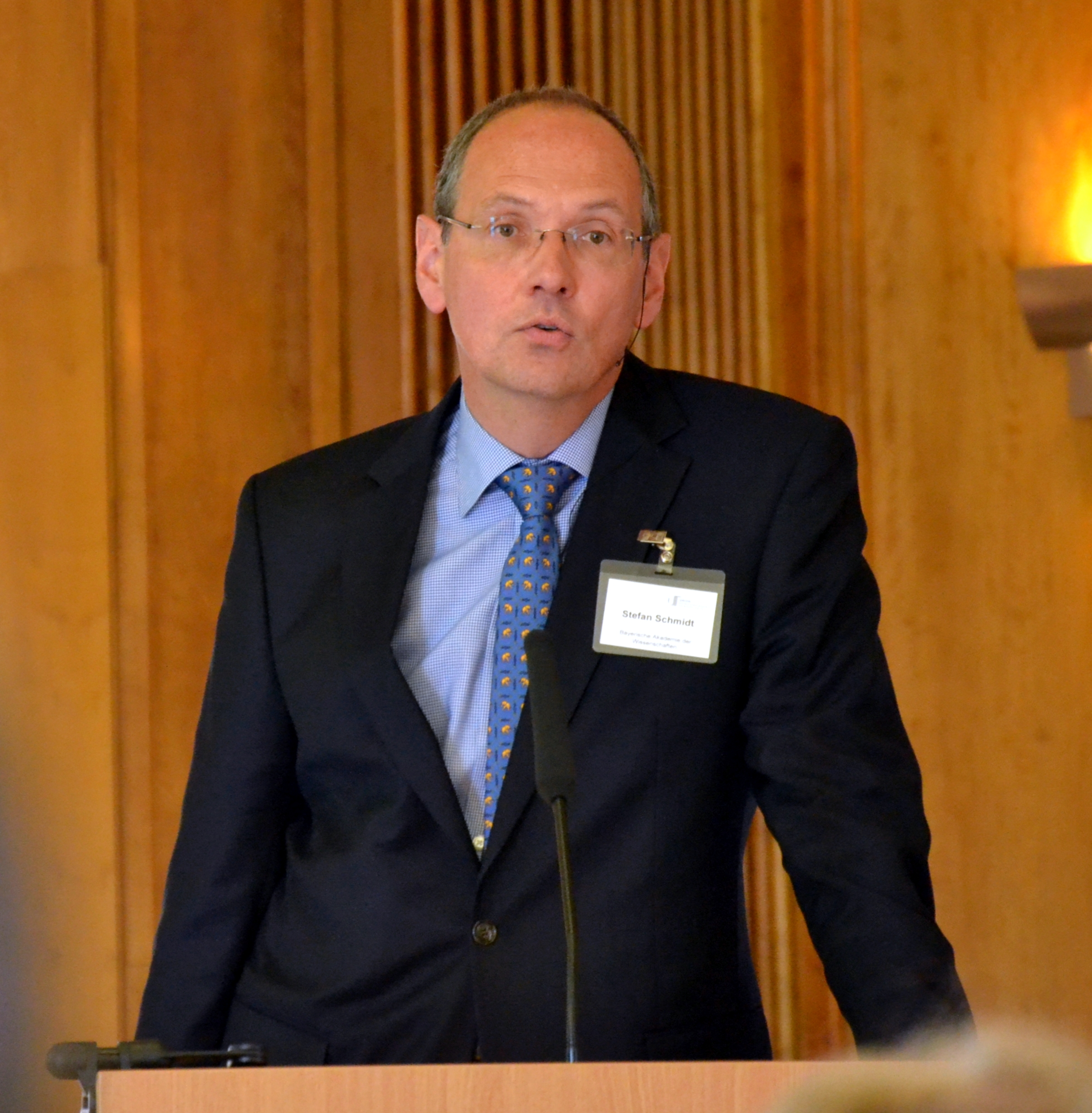
Stefan Schmidt auf dem Akademientag 2015 in Berlin

Stefan Schmidt (* 1961) ist ein deutscher Klassischer Archäologe.

## Leben
Stefan Schmidt studierte Klassische Archäologie und wurde 1990 mit einer Arbeit zum Thema Hellenistische Grabreliefs. Typologische und chronologische Beobachtungen an der Universität Bonn bei Nikolaus Himmelmann promoviert. Anschließend war er 1990/91 Reisestipendiat des Deutschen Archäologischen Instituts. Nach der Rückkehr nach Deutschland wurde Schmidt Wissenschaftlicher Mitarbeiter am Akademischen Kunstmuseum der Universität Bonn. 1992 wechselte er an die Universität Augsburg und wurde dort Wissenschaftlicher Assistent. Von 1999 bis 2001 war er Habilitandenstipendiat der Deutschen Forschungsgemeinschaft und habilitierte sich 2001 in Augsburg. Danach wurde er Wissenschaftlicher Angestellter an der Universität Augsburg und wechselte 2003 als Oberassistent ans Institut für Klassische Archäologie der Universität Leipzig. 2005 forschte Schmidt als Member am Institute for Advanced Study in Princeton. Seit 2006 ist Schmidt Redaktor der deutschen Sektion des Corpus Vasorum Antiquorum an der Bayerischen Akademie der Wissenschaften. Seit 2008 ist er zudem außerplanmäßiger Professor an der Universität Augsburg. 
Seine Forschungsschwerpunkte sind die Ikonografie, die griechische Skulptur und die Kultur der griechisch-römischen Zeit in Ägypten.

## Schriften (Auswahl)
- Hellenistische Grabreliefs. Typologische und chronologische Beobachtungen (= Arbeiten zur Archäologie). Böhlau, Köln-Wien 1991, ISBN 3-412-05090-3.
- Katalog der ptolemäischen und kaiserzeitlichen Objekte aus Ägypten im Akademischen Kunstmuseum Bonn. Biering und Brinkmann, München 1997, ISBN 3-930609-12-6.
- Ein Schatz von Zeichnungen. Die Erforschung antiker Vasen im 18. Jahrhundert. Begleitheft zur Ausstellung in der Universitätsbibliothek Augsburg vom 28. November 1997 bis 30. Januar 1998. Universität Augsburg, Augsburg 1997.
- Grabreliefs im Griechisch-Römischen Museum von Alexandria (= Abhandlungen des Deutschen Archäologischen Instituts Kairo. Ägyptologische Reihe Bd. 17). Achet, Berlin 2003, ISBN 978-3-933684-13-4.
- Rhetorische Bilder auf attischen Vasen. Visuelle Kommunikation im 5. Jahrhundert v. Chr. Reimer, Berlin 2005, ISBN 3-496-02776-2.
- Wertvolle Miniaturen. Antike Bronzestatuetten aus Augsburger Ausgrabungen und Sammlungen. Likias Verlag, Friedberg 2015, ISBN 978-3-9817006-3-3.
- mit Christoph Rummel: Die frühhellenistische Nekropole von Alexandria-Shatby. Reichert, Wiesbaden 2019, ISBN 978-3954903955.